# Mustajärvi (Gällivare socken, Lappland, 744585-172980)
Mustajärvi är en sjö i Gällivare kommun i Lappland och ingår i Kalixälvens huvudavrinningsområde.